# Бахир Дар
Бахир Дар (амх.: ባሕር ዳር) је град на северозападу Етиопије, главни град провинције Амхара. Град има статус специјалне зоне. Са 199.210 становника (податак из 2008) то је трећи највећи град Етиопије. 
Налази се 578 km северозападно од Адис Абебе на јужној обали језера Тана, извора Плавог Нила. Бахир Дар је на надморској висини од 1840 m.
Бахир Дар се развио око језуитске мисије која је основана у 16. или 17. веку.
Народ Амхара сачињава 93,21% становништва, чији је језик такође доминантан. Већина становништва су православци (87,53%), док су остали углавном муслимани (11,47%).
У граду постоји аеродром и универзитет. У близини је једна од палата бившег цара Хајле Селасија. Око 30 km југоисточно од града налазе се водопади Тис Исат на реци Плави Нил.